# تیرشن‌رویس
شهر تیرشن‌رویس (به آلمانی: Tirschenreuth) در ایالت بایرن در کشور آلمان واقع شده‌است.